# Собор Святого Саввы (Стокгольм)
Собор Свято́го Са́ввы (серб. Храм светог Саве) — кафедральный собор Скандинавской епархии Сербского патриархата, расположенный в пригороде Стокгольма и освящённый в честь первого сербского архиепископа и национального героя Сербии — святого Саввы Сербского.

## История
В 1983 году сербская православная община в честь святого Саввы Сербского приобрела помещения Сведенборгского шведского прихода (Swedenborgförsamlingen) в пригороде Стокгольма — Эскенде. Ввиду повреждённости старых помещений влагой, они были снесены и на этом месте в 1991 году был построен новый православный собор, посвящённый в честь святого Саввы Сербского и действующий как кафедральный храм Скандинавской епархии.
Иконы для иконостаса собора были написаны иеромонахом Тимофеем (Костановичем), а фресковую живопись выполнили известный сербский иконописец Марк Илич и Гойка Ристанович.
Великое освящение собора состоялось 5 октября 2014 года и было совершено патриархом сербским Иринеем.